# Emparedado de espuma de aluminio

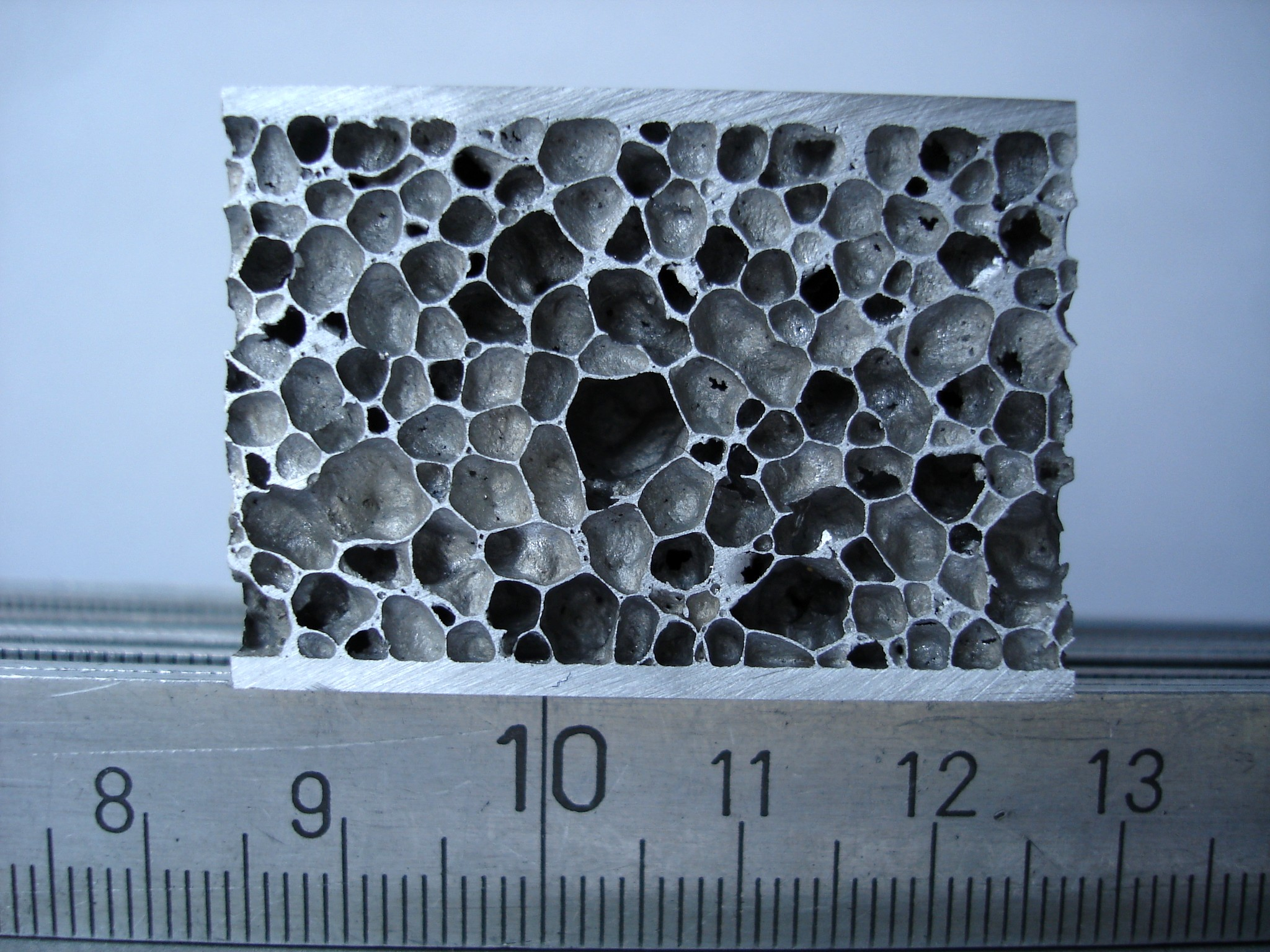
Emparedado de espuma del aluminio

El emparedado de espuma del aluminio (AFS por sus siglas en inglés) es un producto de tablero del emparedado formado por dos láminas densas metálica y un núcleo de espuma del metal hecho de una aleación de aluminio. AFS las estructuras de este material son usadas en la ingeniería a causa de su proporción de rigidez-masa e ideal de capacidad de absorción de energía para aplicación como recubrimiento en trenes de alta velocidad.

## Producción y materiales
En términos de la vinculación entre hojas de cara y el núcleo de espuma el procesamiento de AFS se clasifica de dos maneras: vinculación ex-situ e in-situ.

## Pre- y post- procesamiento de tableros AFS
Con la vinculación in-situ es posible fabricar una complicada forma tridimensional. En caso del segundo tipo, por ejemplo, el moldeado de espuma integral, la geometría deseada de la parte espumada se consigue diseñando el molde dentro de qué la espuma será lanzada.
En el caso del tercer tipo los compuestos trilaminados el precursor es reformado con anterioridad a espumar. Calentando de tales partes en un molde 3D. El tres-capa composite AFS los tableros son también reshaped después de espumar por forjar. Si un AFS está hecho de calentar aleaciones tratables, la fuerza es más allá realzada por endurecimiento de edad. Para unir dos AFS o para unir un AFS con una parte metálica existen varias tecnologías: soldadura de láser, soldadura TIG, soldadura MIG/MAG, remachado, etc.